# Pokolpatak
Pokolpatak avagy Kicsipatak (románul: Valea Mică) falu Romániában, Moldvában, Bákó megyében.

## Fekvése
Bákótól 20 km-re délre, Klézse mellett, a DN2-es főút közelében található.

## Története
Lakosainak túlnyomó többsége a déli székelyes csángók közé tartozik.
1992-ben 705 lakosa volt, ebből 676 fő katolikus, és 600 fő volt a magyar nyelvet ismerő.
A 20. század elején népesült be főként somoskai, illetve klézsei telepesekből. Román nevét a klézsei születésű Minucz páter változtatta meg, mondván egy katolikus falu ne viselje a pokol nevét. Azóta a helyiek is előszeretettel használják a „Kicsipatak” nevet, amely a román név tükörfordítása. Iskolája az 1950-es években épült, 2007-ben felújították. Temploma 1992-ben épült, 2009-ben szentelték fel Boldog Oláh Jeremiás tiszteletére. A falu több pontján álltak haranglábak, ezeket az 1980-as években elbontották, az eredetileg magyar feliratú kereszteket is akkor cserélték román feliratú betonépítményekre. A falu három részre tagolódik: Alsó-, Felső patak, illetve Csernátok nevű részekre. Az utóbbi régen külön település volt, a szomszédos Újfalu román anyanyelvű lakosaiból települt. A falutól délnyugatra helyezkedik el az Esztenka nevű magaslat, ahonnan festői látvány terül az oda látogató elé.